# Gambia-Manguste
Die Gambia-Manguste (Mungos gambianus) ist eine Raubtierart aus der Familie der Mangusten (Herpestidae).

## Merkmale
Gambia-Mangusten ähneln den eng verwandten Zebramangusten, unterscheiden sich aber durch das Fehlen der hellen Querstreifen. Ihr raues Fell ist graubraun gefärbt, die einzige Zeichnung ist ein dunkler Streifen am Nacken, der sich vom Ohr bis zum Vorderbein erstreckt. Die dunklen Pfoten sind bis zum Knöchel unbehaart, der Schwanz ist relativ kurz und spitz zulaufend, seine Spitze ist schwarz gefärbt. Die Schnauze ist kurz, die Zahnformel lautet I3/3-C1/1-P3/3-M2/2, insgesamt also 36 Zähne. Die Tiere erreichen eine Kopfrumpflänge von 30 bis 45 Zentimeter, eine Schwanzlänge von 23 bis 29 Zentimetern und ein Gewicht von 1 bis 2,2 Kilogramm. Es lässt sich kein Geschlechtsdimorphismus erkennen.

## Verbreitung und Lebensraum
Gambia-Mangusten sind im westlichen Afrika beheimatet, ihr Verbreitungsgebiet erstreckt sich von Senegal und Gambia bis Nigeria. Ihr Lebensraum sind in erster Linie feuchtere Savannen, manchmal halten sie sich auch in trockeneren Halbwüsten oder in Wäldern auf.

## Lebensweise
Gambia-Mangusten leben in Gruppen von bis zu 40 Tieren zusammen (durchschnittlich 6,7 Tiere), die aus mehreren Männchen und Weibchen bestehen. Sie errichten sich Baue in hohlen Baumstämmen, alten Termitenbauten oder verlassenen Bauen anderer Tiere, zum Beispiel denen von Erdferkeln. Die Tiere sind tagaktiv und gehen gemeinsam auf Nahrungssuche. Dabei kommunizieren sie miteinander: ein vogelartiges Zwitschern dient dem Zusammenfinden der Gruppenmitglieder, während ein lauteres, höheres Zwitschern als Alarmsignal verwendet wird. Treffen zwei Gruppen aufeinander, kann es zu heftigen Kämpfen kommen.
Gambia-Mangusten ernähren sich in erster Linie von Wirbellosen wie Käfern und Doppelfüßern. Daneben fressen sie Wirbeltiere wie Nagetiere und Echsen, aber auch Vogeleier und anderes. Vorwiegend am frühen Morgen und am späten Abend gehen die Gruppen auf Nahrungssuche, dabei können sie pro Tag zwei bis drei Kilometer zurücklegen.
Über die Fortpflanzung ist nichts bekannt.

## Bedrohung
Gambia-Mangusten sind weitverbreitet und gebietsweise häufig. Es sind keine größeren Bedrohungen bekannt, manchmal werden sie wegen ihres Fleisches gejagt. Die Weltnaturschutzunion IUCN listet die Art in der Roten Liste gefährdeter Arten als „nicht gefährdet“ (least concern).